# The New York Review of Books
The New York Review of Books (NYREV, NYRB) — нью-йоркський часопис який публікує статті з літератури, культури, економіки, науки та сучасності. Виходить раз на два тижні. Часопис «Критика» є ексклюзивним партнером «The New York Review of Books» в Україні.

## Історія
Заснований часопис «The New York Review of Books» був у 1963 році, під час газетного страйку в Нью-Йорку 1962-1963 років, Робертом Бенджаміном Сільверсом, видавцем Артуром Вітні Елсвортом, есеїсткою Елізабет Гардвік та її чоловіком Робертом Ловеллом, літературною редакторкою Барбарою Епштейн та її чоловіком Джейсоном Епштейном. Барбара Епштейн пропрацювала у часописі 43 роки.
Перший номер часопису «The New York Review of Books» вийшов 1 лютого 1963 року накладом 100 000 примірників.